# Mellicta rühli
Mellicta rühli är en fjärilsart som beskrevs av Marcel Caruel 1945. Mellicta rühli ingår i släktet Mellicta och familjen praktfjärilar. Inga underarter finns listade i Catalogue of Life.